# Koto Luar
Koto Luar is een bestuurslaag in het regentschap Padang van de provincie West-Sumatra, Indonesië. Koto Luar telt 7299 inwoners (volkstelling 2010).